# Sorbinicharax verraesi
Sorbinicharax verraesi è un pesce osseo estinto, appartenente ai teleostei. Visse nel Cretaceo superiore (Campaniano - Maastrichtiano, circa 72 milioni di anni fa) e i suoi resti fossili sono stati ritrovati in Italia.

## Descrizione
Questo pesce era di piccole dimensioni e solitamente non superava i 5 centimetri di lunghezza. Era dotato di un corpo moderatamente allungato, con una testa molto alta e relativamente grossa, circa un quarto della lunghezza totale del corpo. La bocca si apriva dorsalmente, ed era rivolta decisamente all'insù. Il corpo era largo anteriormente, con costole allargate. Le pinne pettorali erano grandi, mentre la pinna anale e quella dorsale erano ridotte. 
Sorbinicharax era caratterizzato da un apparato di Weber poco specializzato. Altre caratteristiche includono il mesetmoide corto, l’opercolo arrotondato dorsalmente e triangolare ventralmente, ventisei vertebre (di cui dodici addominali e quattordici caudali), una pinna dorsale corta con dodici raggi, una pinna anale piccola, rivolta all’indietro e composta da pochi raggi.

## Classificazione
Sorbinicharax verraesi venne descritto per la prima volta da Louis Taverne nel 2003, sulla base di fossili ritrovati nella zona di Porto Selvaggio nei pressi di Nardò, in provincia di Lecce. Taverne inizialmente attribuì Sorbinicharax a una nuova famiglia (Sorbinicharacidae) nell'ordine dei Characiformes, un gruppo di pesci attualmente rappresentati da specie di acqua dolce. Successivi studi hanno permesso, grazie alla presenza di tessuto osseo cellulare, di escludere Sorbinicharax non solo dai caraciformi ma anche dal grande gruppo degli Eurypterygii. Attualmente Sorbinicharax è considerato un teleosteo di sede incerta (Mayrinck et al., 2017).

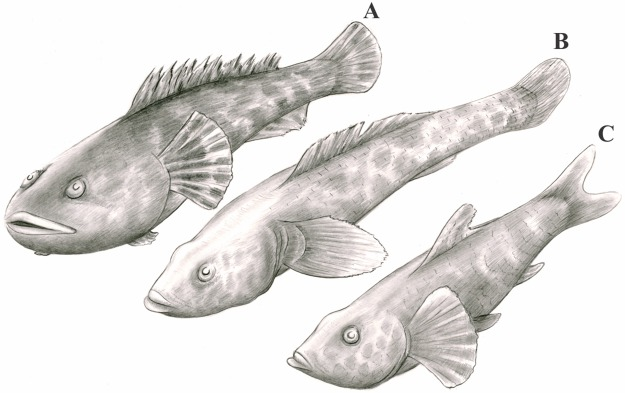
Ricostruzione di Sorbinicharax (C) a confronto con altri due pesci bentonici: Batrachoides (A) e Neogobius (B)

## Paleoecologia
La particolare forma del corpo di Sorbinicharax indica che questo pesce doveva vivere nei pressi del fondale e probabilmente aveva un'ecologia di tipo bentonico. Questo tipo di morfologia e di stile di vita è insolito nei teleostei non euripterigi, ovvero in un clade che iniziò a diversificarsi durante il Cretaceo superiore.